# Prioritätsrecht
Prioritätsrecht ist ein Begriff aus dem gewerblichen Rechtsschutz. Es ist das Recht des Anmelders oder Hinterlegers eines gewerblichen Schutzrechts, den Prioritätstag einer früheren Anmeldung für eine Nachanmeldung in Anspruch zu nehmen und so zwar nicht die Laufzeit des Schutzrechts an den Anmeldetag der früheren Anmeldung zu binden, wohl aber den Altersrang der Anmeldung gegenüber zwischenzeitlichen Entwicklungen (Fortschreiten des Stands der Technik, in der Zwischenzeit entstandene Rechte Dritter) auf den Anmeldetag der Voranmeldung zurückzuverlegen.
Der für die Neuheitsprüfung relevante Stand der Technik lässt sich um ein Jahr in die Vergangenheit verlegen, wenn der Anmeldung eine Erstanmeldung voraus geht, deren Priorität wirksam beansprucht werden kann.

## Rechtsgrundlage

### Internationale Verträge
Die Pariser Verbandsübereinkunft (PVÜ) gewährt in Art. 4 für die in einem der Verbandsländer vorschriftsmäßig hinterlegte Anmeldung während bestimmter Fristen das Prioritätsrecht in den anderen Ländern. Das gilt sowohl für Patente wie auch für Gebrauchsmuster, Marken und Designs (früher „Geschmacksmuster“). Art. 87 des Europäischen Patentübereinkommens verweist für Europäische Patente auf das PVÜ. Die wirksame Inanspruchnahme der Priorität einer Voranmeldung setzt nach Art. 87 Abs. 1 EPÜ voraus, dass die Anmeldung des europäischen Patents dieselbe Erfindung wie die Voranmeldung betrifft.
Im Patentzusammenarbeitsvertrag (Patent Cooperation Treaty – PCT) ist das Prioritätsrecht in Art. 8 verankert.
Das Madrider Markenabkommen (MMA) gewährt das Prioritätsrecht in Art. 4 Abs. 2.
Das Haager Musterabkommen 1960 definiert in Art. 6 eigenes Prioritätsrecht.

### Deutschland und Europa

#### Patente
Das deutsche Patentgesetz bezieht sich in § 41 materiell auf die PVÜ und legt hierfür die Formalia fest. Darüber hinaus liefert § 40 PatG die Grundlage für inländische Prioritätsinanspruchnahmen.
Dies gilt im Übrigen auch für Gebrauchsmuster. Für diese ist die Priorität im § 6 GbrMG in Verbindung mit § 41PatG geregelt und funktioniert analog zum Patent.
Das Europäische Patentübereinkommen schafft für die europäischen Patentanmeldungen mit Art. 87 ein eigenes Prioritätsrecht.

#### Marken
Das deutsche Markengesetz bezieht sich in § 34 materiell auf die PVÜ und legt hierfür die Formalia fest.
Für Unionsmarken regelt seit dem 1. Oktober 2017 Art. 34 der Verordnung (EU) 2017/1001 das Prioritätsrecht. Danach genießt jedermann hinsichtlich der Anmeldung derselben Marke als Unionsmarke für die Waren oder Dienstleistungen, die mit denen identisch sind, für welche die Marke angemeldet ist, oder die von diesen Waren oder Dienstleistungen umfasst werden, während einer Frist von sechs Monaten nach Einreichung der ersten Anmeldung ein Prioritätsrecht. Als prioritätsbegründend wird jede Anmeldung anerkannt, der nach dem innerstaatlichen Recht des Staates, in dem sie eingereicht worden ist, oder nach zwei- oder mehrseitigen Verträgen die Bedeutung einer vorschriftsmäßigen nationalen Anmeldung zukommt. Nach Art. 35 der VO (EU) 2017/1001 wird eine Inanspruchnahme der Priorität zusammen mit der Anmeldung einer Unionsmarke beantragt und enthält das Datum, die Nummer und das Land der früheren Anmeldung.

#### Designs
Das deutsche Designgesetz bezieht sich in § 14 materiell auf die PVÜ und legt hierfür die Formalia fest.
Die EU-Musterverordnung bindet das Prioritätsrecht der PVÜ in Art. 41 ein.

### Kein Prioritätsrecht im Urheberrecht
Im Urheberrecht existiert kein Prioritätsrecht. Das Urheberrecht entsteht im Wesentlichen automatisch weltweit mit dem Akt der Schöpfung ohne eine Anmeldung irgendwo, so dass kein Prioritätsrecht nötig ist. Es können identische urheberrechtlich geschützte Werke nebeneinander bestehen, solange kein Plagiat vorliegt.

## Regelungsinhalt, Bedeutung
Die PVÜ bestimmt, dass binnen eines Jahres nach einer ersten Anmeldung einer Erfindung in einem PVÜ-Land der Patentanmelder für seine Patentanmeldungen in einem anderen PVÜ-Land den Anmeldetag der ersten Anmeldung beanspruchen kann. Später als ein Jahr ist dies dagegen nicht mehr möglich. Für Marken und Geschmacksmuster werden qualitativ die gleichen Festlegungen getroffen. Die Fristen hier sind allerdings kürzer, nämlich sechs Monate nach der ersten Anmeldung.
Die Festlegungen und Fristen im deutschen und im europäischen Patentrecht und in den EU-Verordnungen und internationalen Verträgen sind qualitativ wie die in der PVÜ zu Patenten. Die DE- und EP-Regelungen gehen insoweit über die PVÜ hinaus, als sie nicht nur die länderübergreifende Prioritätsinanspruchnahme, sondern auch die „interne Priorität“ zulassen, also EP > EP, DE > DE.
Das Prioritätsrecht hat, soweit es wirksam ist, die wesentliche rechtliche Wirkung, dass der Zeitrang der späteren Anmeldung derjenige der in Anspruch genommenen früheren Patentanmeldung wird. Das bedeutet für Patente, dass der Stand der Technik, an dem die Patentwürdigkeit der später eingereichten Patentanmeldung gemessen wird, mit dem Anmeldetag der früheren ersten Patentanmeldung aufhört anzuwachsen und nicht bis zum Anmeldetag der zweiten späteren Anmeldung weiter wächst. Faktisch hat dies zwei wesentliche Wirkungen:
- Zum einen hat nach einer ersten Patentanmeldung der Anmelder ein Jahr (das „Prio-Jahr“) Zeit sich zu überlegen, ob er weitere Anmeldungen in anderen Ländern beauftragen will, ohne dass der Stand der Technik (der seine eigenen Verlautbarungen beinhaltet!) weiter gegen ihn wächst. Binnen des Prioritätsjahres kann der Anmelder zum einen technisch weiter auswerten, ob seine Erfindung gewerblich wertvoll ist, und er kann zum anderen erste Ergebnisse von Patentämtern auswerten, um die Patentwürdigkeit seiner Erfindung abschätzen zu können.
- Zum anderen kann nach der ersten Anmeldung der Anmelder frei über seine Erfindung reden, etwa mit Kooperationspartnern, weil weder seine eigenen Verlautbarungen noch die anderer nach seiner ersten Anmeldung als Stand der Technik gegen ihn rechnen. Auch gegen die später mit Prioritätsanspruch der ersten Anmeldung eingereichten späteren Anmeldungen zählt die eigene Verlautbarung nicht mehr als Stand der Technik.

### Beanspruchung und Wirksamkeit des Prioritätsrechts
Damit eine Priorität einer früheren Patentanmeldung ordnungsgemäß beansprucht ist, muss im Verfahren vor dem deutschen und dem europäischen Patentamt und bei internationalen Anmeldungen
- die spätere Anmeldung („Nachanmeldung“) spätestens ein Jahr nach dem Anmeldetag der früheren Anmeldung eingereicht werden, und
- in der Nachanmeldung bis spätestens 16 Monate nach der frühesten Priorität eine Prioritätserklärung abgegeben werden, in der Land, Anmeldetag und Aktenzeichen der früheren Anmeldung genannt sind.

Eine formal richtig beanspruchte Priorität ist nur dann materiell wirksam, wenn der Gegenstand, der die Priorität genießen soll, in der beanspruchten früheren Anmeldung zu finden ist (sog. Erfindungsidentität). Dabei ist darauf abzustellen, ob der konkrete Gegenstand der Nachanmeldung aus Sicht des Fachmanns in der Voranmeldung unmittelbar und eindeutig offenbart ist. Der Gegenstand der Nachanmeldung ist dabei bei Patenten die gesamte Kombination von Merkmalen, die in einem Patentanspruch beansprucht ist, während bei der Voranmeldung deren gesamte Offenbarung, also neben den Ansprüchen auch die Beschreibung und ggf. die Zeichnungen, maßgeblich ist. In Deutschland kommt zu dem Erfordernis der unmittelbaren und eindeutigen Offenbarung im Sinne der klassischen Neuheitsprüfung noch hinzu, dass der Fachmann den Gegenstand der Nachanmeldung der Gesamtoffenbarung der Voranmeldung als zur Erfindung gehörig bzw. als mögliche Ausführungsform der Erfindung entnehmen können muss.
Wenn es auf den Prioritätsanspruch ankommt, wird er vom Prüfer während des Prüfungsverfahrens überprüft. Ggf. können hierzu Übersetzungen der früheren Anmeldung notwendig werden.

## Einzelheiten

### Zeitrang
Der Begriff Zeitrang kann meistens als Abkürzung für „Anmeldetag“, oder, wenn eine Priorität wirksam beansprucht wird, das „Prioritätsdatum“ verstanden werden.

### Einreichungstag ./. Anmeldetag
Nicht immer ist der Tag, an dem erstmals die Anmeldeunterlagen einer Anmeldung zum Patentamt gelangen (=Einreichungstag) der Anmeldetag dieser Anmeldung im rechtlichen Sinn. Teilanmeldungen und abgezweigte Gebrauchsmuster haben einen Anmeldetag, der vor dem Einreichungstag der zugehörigen Unterlagen liegt. Er kann viele Jahre vorher liegen und ist der Anmeldetag der Anmeldung, aus der heraus die Teilanmeldung oder das abgezweigte Gebrauchsmuster geteilt bzw. abgezweigt wurden.

### Kettenprioritäten sind unzulässig
Kettenprioritäten sind unzulässig, da das Prioritätsrecht nur ausgehend von der „ersten Hinterlegung“ einer Erfindung als Schutzrechtsanmeldung eingeräumt wird.

### Mehrfachprioritäten sind zulässig
Mehrfachprioritäten sind dagegen möglich. Bspw. kann eine EP-Anmeldung mehrere frühere japanische Anmeldungen in Anspruch nehmen. Man muss sich allerdings bewusst sein, dass Kombinationen aus unterschiedlichen prioritätsgebenden Anmeldungen eine Priorität womöglich nicht wirksam genießen, denn der kombinierte Inhalt war in keiner der prioritätsgebenden Anmeldungen zu finden. Als Zeitrang verbleibt es dann beim Anmeldetag.

### Teilprioritäten
In Deutschland sind Teilprioritäten unzulässig. Beansprucht ein Patentanspruch also eine Kombination von Merkmalen, die jeweils für sich genommen in verschiedenen Voranmeldungen offenbart sind, nicht jedoch in dieser konkreten Kombination, so kann für diesen Patentanspruch eine Priorität einer oder mehrerer dieser Voranmeldungen nicht wirksam in Anspruch genommen werden – der Patentanspruch erhält als Zeitrang somit den Anmeldetag der Nachanmeldung. Es ist im Rahmen der Erfindungsidentität immer auf die gesamte in einem Patentanspruch beanspruchte Merkmalskombination abzustellen. In Verfahren vor dem Europäischen Patentamt sind Teilprioritäten dagegen für Patentansprüche mit einem oder mehreren generischen Ausdrücken oder anderweitig alternativen Gegenständen (sog. generischer „ODER“-Anspruch) zulässig.

### Unterschiede zwischen einer Prio-Nachanmeldung und einer Teilanmeldung
- Ländergrenzen überspringende Prioritätsinanspruchnahmen sind möglich und kommen sehr häufig vor. Länderübergreifende Teilanmeldungen sind dagegen nicht möglich.
- Der Inhalt einer Teilanmeldung ist üblicherweise ein Teil der in Bezug genommenen Stammanmeldung. Der Inhalt einer prioritätsgebundenen Nachanmeldung ist dagegen üblicherweise mindestens der der prioritätsgebenden Anmeldung und wird oft ergänzt oder kombiniert aus mehreren Anmeldungen.
- Teilanmeldungen erhalten den Prioritätsanspruch und den Anmeldetag der in Bezug genommenen Stammanmeldung zuerkannt. Soweit systeminterne (d. h. z. B. DE > DE, EP > EP) Prioritätsinanspruchnahmen betroffen sind, erhält die prioritätsgebundene Nachanmeldung den Zeitrang der früheren Anmeldung zuerkannt, behält aber ihren eigenen Anmeldetag, der maximal ein Jahr später sein kann und ab dem die maximal mögliche Laufzeit von 20 Jahren berechnet wird.
- Die Inanspruchnahme der inneren Priorität nach deutschem Patentrecht hat darüber hinaus die sehr gravierende Konsequenz, dass die frühere deutsche Patentanmeldung als zurückgenommen gilt, während die Teilung einer deutschen Anmeldung den Bestand der Stammanmeldung nicht berührt.

## Beispiele
- Eine Erstanmeldung (im Jargon Prio-Anmeldung genannt) in Deutschland am 1. Februar 2007 ermöglicht es, bis einschließlich 1. Februar 2008 (verlängert durch allfällige Feiertagsregelungen) sog. Nachanmeldungen für den gleichen Gegenstand in weiteren Ländern wie Frankreich oder USA oder durch Sammelverfahren in Europa (EPÜ) oder international (Zusammenarbeitsvertrag bzw. Patent Cooperation Treaty – PCT) einzureichen, ohne dass der Stand der Technik, zu dem zum Beispiel im März 2007 Neuerungen hinzutreten, fortschreitet und so den Nachanmeldungen entgegensteht. Diese Priorität begründet auch das Recht auf ein Patent für die regionalen oder nationalen Nachanmeldungen gegenüber anderen Anmeldungen für den gleichen Gegenstand, die nach dem 1. Februar 2007 eingereicht werden.
- Ein Anmelder meldet eine Erfindung ABC am 11. Dezember 2013 erstmals in Deutschland an. Danach beginnt er mit der Vermarktung seiner Erfindung. Anfang August 2014 erhält er einen hinreichend positiven Prüfbescheid vom DPMA. Er entschließt sich deshalb, Anfang Dezember 2014 auch in den USA, China und Frankreich anzumelden. Er beauftragt deshalb Übersetzungen und meldet am 10. Dezember 2014 in FR, US und CN unter Beanspruchung der Priorität vom 11. Dezember 2013 an. Der Effekt ist, dass auch für die Anmeldungen in FR, US und China der Stichtag für den Stand der Technik der 11. Dezember 2013 ist, nicht der 10. Dezember 2014. Deshalb gelten auch die eigenen Marketingbemühungen nicht als Stand der Technik gegen die späteren Anmeldungen in FR, US und CN.
- Ein japanisches Unternehmen betreibt Entwicklungsarbeit auf einem bestimmten Gebiet und reicht entsprechend den Fortschritten am 1. März 2014 (Inhalt A+B+C), 3. Mai 2014 (A+B+C+D) und 5. Juli 2014 (A+B+C+D+E) jeweils Patentanmeldungen am japanischen Patentamt ein. Die späteren haben jeweils Ergänzungen verglichen zu den früheren. Am 26. Februar 2015 meldet das Unternehmen unter Beanspruchung der drei japanischen Prioritäten beim europäischen Patentamt an. Der Inhalt ist der der dritten japanischen Anmeldung, ergänzt um weitere Merkmale (A+B+C+D+E+F). Je nachdem, was es im europäischen Verfahren beansprucht, genießt es eine der japanischen Prioritäten oder den Anmeldetag in Europa als Zeitrang.
- Ein deutsches Unternehmen meldet am 5. Juni 2014 eine Erfindung A+B+C beim DPMA zum Patent an. Es entwickelt weiter und meldet am 31. Mai 2015 noch einmal mit A+B+C+D beim DPMA unter Beanspruchung der Priorität der früheren Anmeldung an. Die frühere Anmeldung gilt dadurch als zurückgenommen. Der Anmelder hat dann nur noch die spätere Anmeldung anhängig.